# Sultan ben Hammoud Al Rachid
Sultan ben Hammoud Al Rachid (en arabe : سلطان بن حمود آل رشيد) est le huitième émir de l'émirat de Haïl de janvier 1907 à janvier 1908. Il est membre de la dynastie Al Rachid.